# Едіт Патту
Едіт Патту (англ. Edith Pattou) — американська письменниця, автор кількох романів у жанрі фентезі.

## Біографія
Едіт Патту народилася в місті Чикаго, США. Письменницею вирішила стати у віці 10 років під впливом прочитаного твору Клайва Стейплза Льюїса «Хроніки Нарнії». Має два дипломи магістра — з літератури та з бібліотечної справи. Заробляла на життя роботою в книжкових магазинах та бібліотеках, доки не здобули популярність її романи в жанрі фентезі. Одружена з Чарльзом Емері, професором психології (Ohio State University), має доньку. Романи Патту отримали кілька американських нагород, зокрема, роман «Схід» (англ. «East», 2003 р.) увійшов до ТОП-10 найкращих книжок для підлітків у рейтингу American Library Assotiation (ALA). З 1995 року мешкає з родиною в місті Коламбус, штат Огайо.

## Твори
- Songs of Eirren («Hero's Song» (1991), «Fire Arrow» (1997));
- Mrs. Spitzer's Garden (2001);
- Схід (англ. East, 2003);